# 올블로그
올블로그(ALLBLOG)는 한국어로 서비스되는 메타블로그 사이트이다. '모든 블로그'라는 사이트 명처럼, 그 목표 또한 모든 블로거들이 하나로 연결될 수 있는 블로그 메타 서비스를 제공하자는 목표로 탄생한 사이트이다. 올블로그에서 글을 읽거나 추천을 하는 등의 일련의 활동들을 통칭하는 올블링이라는 말이 있다.
올블로그는, 현재 올블로그에서 시작하여, 각종 웹 콘텐츠 전문 관리 회사로 갖추고 있는, (주)블로그칵테일에서 운영하고 있다. 올블로그는 포털사이트와 제휴해, 올블로그에 올라간 블로그 포스트가 다음이나 엠파스, 같은 외부 검색엔진에 제공된다. 한때 네이버와도 제휴했으나 현재는 제휴를 중단한 상태다.
또한 다음이나 파란 사이트상의 블로그에서 블로그 연동 서비스를 제공해 주어 해당 블로그 서비스 사이트에서 아주 간단한 방법으로 올블로그에 블로그 글들을 올릴 수 있게 해주고 있다.
2007년 6월 11일, 올블로그상의 검색시, 그  키워드에 관련해 전문성을 갖춘 블로거가 직접 그 검색결과를 편집할 수 있게 해주는 서비스인 '키워드챔피언' 이란 서비스를 도입했다. 검색 결과를 사용자가 직접 편집할 수 있는 방식은 대한민국에선 처음으로 시도된 모습이다.
2007년 7월 19일, 올블로그에 올라오는 글들을 실시간으로 중계해주어 올블로그의 다양한 글들을 한눈에 그리고 빠르게 훑어볼 수 있는 서비스인 '올블로그 라이브'를 오픈했다. 올블로그 라이브에서는 기본적으로 글목록이 자동으로 업데이트된다. 업데이트를 멈추거나 다시 활성화하려면 왼쪽 상단에 있는 '재생' 버튼을 누르면 된다.
2012년 3월 5일자로 리뷰 마케팅 서비스인 위드블로그(Withblog.net)에 통합될 계획이다.